# Finding Forever
Finding Forever — сьомий студійний альбом американського репера Common, випущений 31 липня 2007 року на лейблах GOOD Music та Geffen Records. Як і попередній альбом Common, Be, Finding Forever переважно спродюсований Каньє Вестом.

## Комерційний успіх
Finding Forever дебютував на першому місці чарту Billboard 200, продавши 155 000 копій за перший тиждень і ставши єдиним релізом Common, який досяг такого успіху. Finding Forever також отримав золотий сертифікат від RIAA.

## Нагороди
Finding Forever був номінований на премію «Ґреммі» за найкращий реп-альбом на 50-й церемонії вручення премії «Ґреммі» у 2008 році, але програв альбому Каньє Веста Graduation.
Також на «Ґреммі» 2008 року пісня «Southside» (за участю Каньє Веста) з альбому виграла в номінації «Найкраще реп-виконання дуетом або групою», а сингл «The People» (за участю Dwele) був номінований на найкраще сольне реп-виконання.

## Список композицій
| #   | Назва                                                 | Автор | Продюсер(и)      | Тривалість |
| --- | ----------------------------------------------------- | --- | ---------------- | ---------- |
| 1.  | «Intro»                                               | Derrick Hodge | Derrick Hodge    | 1:17       |
| 2.  | «Start the Show» (за участю Kanye West)               | Lonnie R. Lynn Kanye West Alan Bergman Marilyn Bergman Michel Legrand                                               | Kanye West       | 3:14       |
| 3.  | «The People» (за участю Dwele)                        | Lynn West Gil Scott-Heron                                                                                           | Kanye West       | 3:24       |
| 4.  | «Drivin' Me Wild» (за участю Lily Allen)              | Lynn West Charles Stepney Lloyd Webber                                                                              | Kanye West       | 3:42       |
| 5.  | «I Want You» (за участю will.i.am)                    | Lynn Will Adams Gene McDaniels                                                                                      | will.i.am        | 4:30       |
| 6.  | «Southside» (за участю Kanye West)                    | Lynn West Don Covay                                                                                                 | Kanye West       | 4:44       |
| 7.  | «The Game» (за участю DJ Premier)                     | Lynn West Soul Ekos                                                                                                 | Kanye West       | 3:32       |
| 8.  | «U, Black Maybe» (за участю Bilal)                    | Lynn West Stevie Wonder                                                                                             | Kanye West       | 5:02       |
| 9.  | «So Far to Go» (J Dilla за участю Common та D'Angelo) | Lynn James Yancey Michael Archer Ernie Isley Marvin Isley O'Kelly Isley Jr. Ronald Isley Rudolph Isley Chris Jasper | J Dilla          | 4:27       |
| 10. | «Break My Heart»                                      | Lynn West George Duke                                                                                               | Kanye West       | 3:39       |
| 11. | «Misunderstood»                                       | Lynn Devon Harris Bennie Benjamin Gloria Caldwell Sol Marcus                                                        | Devo Springsteen | 4:46       |
| 12. | «Forever Begins»                                      | Lynn West Paul Simon                                                                                                | Kanye West       | 7:36       |

| Бонус-трек для iTunes і Великої Британії | Бонус-трек для iTunes і Великої Британії  | Бонус-трек для iTunes і Великої Британії | Бонус-трек для iTunes і Великої Британії |
| #                                        | Назва                                     | Продюсер(и)                              | Тривалість                               |
| ---------------------------------------- | ----------------------------------------- | ---------------------------------------- | ---------------------------------------- |
| 13.                                      | «Play Your Cards Right» (за участю Bilal) | Karriem Riggins                          | 3:07                                     |